# Ludmierzyce
Ludmierzyce (cz. Lidměřice, Ludoměřice, niem. Leimerwitz) – wieś w Polsce położona w województwie opolskim, w powiecie głubczyckim, w gminie Kietrz.

## Nazwa
Miejscowość została zanotowana po łacinie w roku 1224 jako villa Lutconis, nomine Lubomirici, 1308 Ludmeritza, 1377 Ludmericz oraz Ludmerzicz, 1428 Ludmierrziz. Nazwa miejscowości jest nazwą patronimiczną pochodzącą od założyciela o starosłowiańskim imieniu Lubomir lub Ludomir składającym się z dwóch członów Lud oraz mir - pokój.

## Historia
Historycznie miejscowość leży na tzw. polskich Morawach, czyli na obszarze dawnej diecezji ołomunieckiej. Po raz pierwszy wzmiankowane zostały w 1224 roku, kiedy to kiedy należało do czeskiego Margrabstwa Moraw, później do wydzielonego z niego w 1269 księstwa opawskiego, które to co najmniej od końca XV wieku było już uważane za część Górnego Śląska.
W latach 1540 do 1665 występowały tu silne wpływy luteranizmu.
Po wojnach śląskich znalazła się w granicach Prus i powiatu głubczyckiego. Pierwotnie była zamieszkała przez tzw. Morawców, z czasem coraz większa część mieszkańców była niemieckojęzyczna. W 1910 już tylko 12% mieszkańców posługiwało się czeskimi gwarami laskimi. W granicach Polski od końca II wojny światowej. Po drugiej wojnie światowej Morawców uznano za ludność polską i pozwolono im pozostać. Po 1956 nastąpiła fala emigracji do Niemiec.
W latach 1975–1998 miejscowość administracyjnie należała do ówczesnego województwa opolskiego.